# دیسنتیز
دیسنتیز (به لاتین: Disentis) یک بخش در کشور سوئیس است که در بخش سورسلوا واقع شده‌است.